# Eberhard Machens
Eberhard Machens (* 16. Juni 1929 in Gleiwitz; † 7. November 2018 in Bonn) war ein deutscher Geologe.

## Leben
Nach der Flucht aus Schlesien lebte Machens' Familie in der Nachkriegszeit bei Tübingen auf der Schwäbischen Alb. Machens' älterer Bruder Theodor war in den letzten Kriegstagen gefallen. Der Vater Wilhelm Machens war Bergwerksdirektor in Gleiwitz und starb 1945 in Celle. Nach dem Abitur am Kepler-Gymnasium Tübingen studierte Machens ab 1948 an der Eberhard Karls Universität Tübingen Geologie. Zum 7. Semester wechselte er an die Westfälische Wilhelms-Universität. Geprägt von seinem Vater und empfohlen von Tübinger Rhenanen, wurde er 1952 in Münsters damals einzigem Corps Rheno-Guestphalia aktiv. Nach der Reception zeichnete er sich als Consenior aus. 1954 wurde er zum Dr. rer. nat. promoviert. Seine erste Anstellung fand er bei der Gewerkschaft Brigitta in Steimbke.
Nach zwei Jahren wechselte er 1956/57 zur Stolberger Zink. Nachdem er 1958/59 in Dakar am Geologischen Landesamt der französischen Kolonialverwaltung von Westafrika gewesen war, kam er 1960 an das Bureau de recherches géologiques et minières in Paris. Die ersten vier Jahre prospektierte er in allen Ländern Westafrikas auf Erze und besonders Gold. Zuletzt leitete er Frankreichs geologische Mission im westlichen Niger. 1965–1967 war er wieder in Paris. Zur selben Zeit hielt er an der Johannes Gutenberg-Universität Mainz einen Lehrauftrag für Geologie außereuropäischer Länder. 1968 habilitierte er sich über das afrikanische Grundgebirge und seine Lagerstätten. Nach drei Jahren als Privatdozent wurde er 1971 zum apl. Professor ernannt.
Unter großen Protesten wurde er 1972 zum Präsidenten der Bundesanstalt für Bodenforschung in Hannover ernannt, einer nachgeordneten Behörde des Bundesministeriums für Wirtschaft (BMWi). Man nahm vorgeblich Anstoß daran, dass er mit seinem Vorgesetzten, Bundesminister Karl Schiller, verschwägert war. Nach wenigen Tagen ließ er sich beurlauben. 1975 wurde er, nunmehr Ministerialbeamter im BMWi, für vier Jahre nach Paris zur Organisation für wirtschaftliche Zusammenarbeit und Entwicklung entsandt. Ab August 1979 war er im BMWi der Abteilung V (Außenwirtschaftspolitik und Entwicklungshilfe) zugeordnet. Als Ministerialdirigent war er Beauftragter für Rohstoffe, insbesondere im Bereich der Vereinten Nationen. Nach der Deutschen Wiedervereinigung ließ er sich von seinen ministeriellen Verpflichtungen vorzeitig entbinden, um sich wieder akademischen Aufgaben widmen zu können. An der Brandenburgischen Technischen Universität Cottbus übernahm er den Lehrstuhl für Rohstoffwirtschaft. 1993 emeritiert, erforschte er die Lebensgeschichte seines Kollegen Hans Merensky, des „weißen Afrikaners“.

## Werke
- Radiometrische Altersbestimmungen als Schlüssel zur Deutung der geotektonischen Entwicklung und des Lagerstätten-Inhaltes einiger Teile des afrikanischen Grundgebirges. Hannover 1969.
- Platinum, gold and diamonds. The adventure of Hans Merensky’s discoveries. Stuttgart 2009. ISBN 978-3-510-65257-0.
- Hans Merensky: Geologe und Mäzen. Platin, Gold und Diamanten in Afrika. Stuttgart 2011. ISBN 978-3-510-65269-3.[10]